# Melodramat (obraz Honoré Daumiera)
Melodramat (fr. Le Mélodrame) – obraz olejny namalowany przez francuskiego malarza, grafika, rysownika i rzeźbiarza Honoré Daumiera w 1860 roku, znajdujący się w zbiorach Nowej Pinakoteki w Monachium.

## Opis
Widz spogląda ponad głowami publiczności, jak przez wizjer, na to, co dzieje się na deskach teatru, gdzie rozgrywa się scena zazdrości. Ukazany jest dramatyczny punkt kulminacyjny: jeden z aktorów, przypuszczalnie rywal, leży już martwy na ziemi, zaś sprawca triumfuje nad swoją ofiarą i jednocześnie grozi aktorce, która w przerażeniu ucieka. Publiczność jest oczarowana i wydaje się być równie podekscytowana. Daumier potęguje dramatyzm sytuacji poprzez dynamiczny ruch aktorów na scenie i widzów w stronę sceny. Sprzyja temu również ukierunkowane oświetlenie. Cała kolorystyka jest niemal monochromatyczna.
W 1864 roku w czasopiśmie Le Charivari ukazała się litografia Daumiera o tej samej treści. Jest to typowe dla jego sposobu pracy: temat przekłada się na różne techniki. Karykaturalne jest tu zarówno to, co dzieje się na scenie, jak i reakcje publiczności. Ta ostatnia fascynowała Daumiera we wszystkich jej niuansach: drobnomieszczaństwo, które zaspokajało pragnienie doznań w melodramatach i upojone namiętnym afektem na scenie, zostało włączone do gry jako wzbierająca masa. Zdemaskowanie przez Daumiera trzeźwej rzeczywistości w świecie teatru wpłynęło nie tylko na artystów takich jak Edgar Degas, którego kolekcja sztuki zawierała wiele prac Daumiera.